# 聚维酮碘
聚维酮碘（英語：povidone-iodine，PVP-I）又稱碘络酮（iodopovidone）、優碘（excellent-iodine）、普威隆碘，是用於手術前後皮膚消毒的抗菌劑。其溶液是碘伏的一种。它可以用於消毒患者的皮膚和醫護人員的手，用於輕微的傷口，能以液體或粉末的方式應用於皮膚上。
副作用包括皮膚刺激。如果應用於大型傷口，腎功能較差的可能會引起高鈉血症和代謝性酸中毒。不建議懷孕少於32週或服用鋰鹽的人使用。有甲狀腺問題的人建議不要頻繁使用。聚維酮碘是一種聚維酮化學聚合物和碘元素。它含有9％至12％的碘。它的作用機轉是釋放碘導致的微生物死亡。聚維酮碘是一種非處方藥物。
聚維酮碘在1955年進入了商業應用。它是世界衛生組織基本藥物清單之一，也是基本衛生系統中最重要的藥物。在開發中國家的批發成本價10%的溶液約為每公升3.30至11.40美元。這等於在英國花費NHS約10.86英鎊。他有許多商品名包括德國萌蒂出品的Betadine。

## 性状
聚维酮碘为黄棕色至红棕色无定形粉末，可溶于水或乙醇中，不溶于乙醚或三氯甲烷。

## 用途
聚维酮碘又名優碘是一种广谱抗菌剂，用于局部伤口感染的预防和治疗。应用于轻微割伤、擦伤、烫伤、水泡，可用于急救。聚维酮碘具有广泛的抗菌活性，对细菌、真菌、原生动物和病毒具有杀灭作用。
在溶液中，聚维酮碘中碘元素缓慢释放，且已被证明，细菌不对聚维酮碘产生耐药性，且人体致敏率只有0.7%。因此，聚维酮碘在医学中应用广阔，用于外科擦洗、手术前后的皮肤清洁、预防和治疗感染的伤口、溃疡、切割伤、烧伤、褥疮感染和淤血性溃疡的治疗、妇科阴道炎、念珠菌、滴虫性或混合感染。但是在做血液細菌培養時並不建議使用優碘做為消毒液，會增加偽陽性的風險。根據目前的指引，酒精消毒液、10%碘酒或是10.5%酒精性氯己定，皆可以降低被汙染和偽陽性的風險。

## 图集

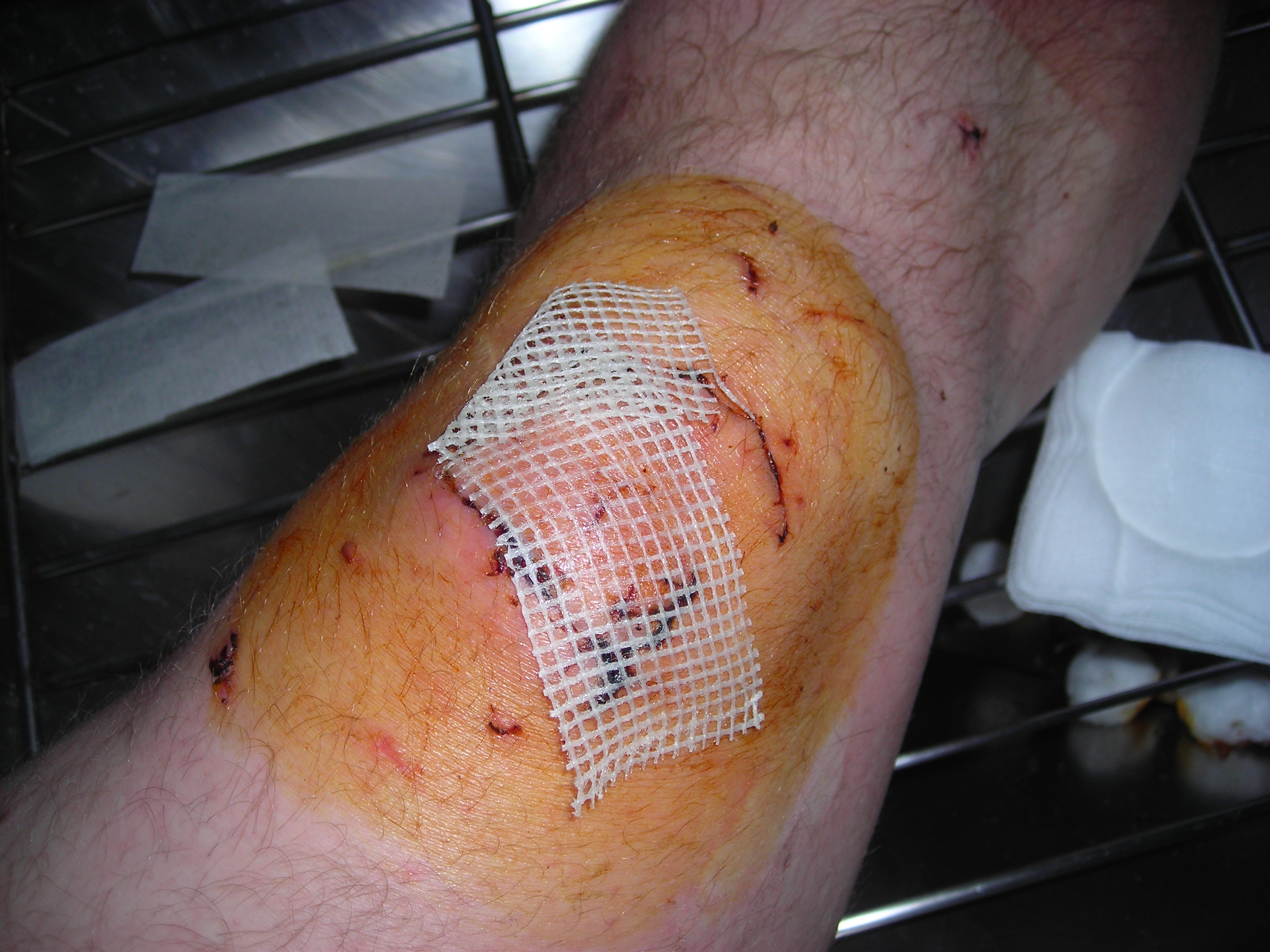
施以聚维酮碘的伤口
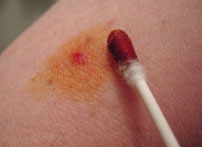
聚维酮碘用于皮肤破损
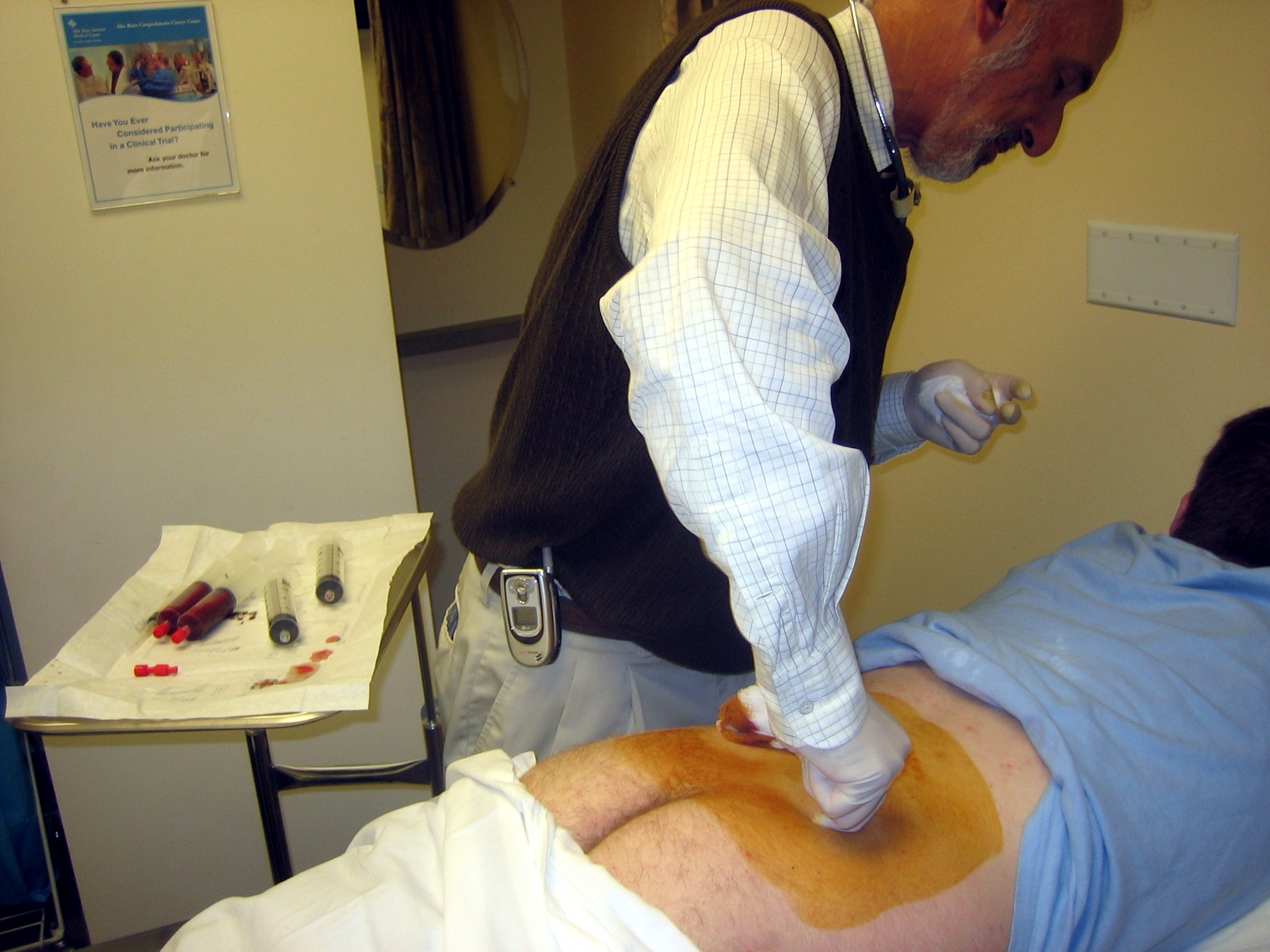
骨髓移植手术前，一位医生用聚维酮碘为捐献者背部消毒